# Lego Technic
Lego Technic – seria klocków Lego, pozwalająca na budowanie realistycznie funkcjonujących pojazdów. Oprócz klasycznych klocków, na wyposażeniu znajdują się ośki, patyczki, krzyżaki, koła, gąsienice oraz łączniki. 
Niektóre zestawy wyposażone są w elektronikę, za sprawą której można sterować modelami. Do tych elektrycznych elementów (obecnie nazywanych Power Functions) należą:
- gniazdo baterii z przełącznikiem
- reflektorki
- silniki obrotowe
- przekładnie
- przełącznik
- zdalne sterowanie

Starsze zestawy Lego Technic zawierały instrukcję budowy modelu alternatywnego z wykorzystaniem tych samych elementów, które służyły do konstrukcji modelu podstawowego. Niemożliwe było zbudowanie dwóch modeli (podstawowego i alternatywnego) z jednego zestawu.
W oparciu o Lego Technic opracowana została seria Lego Mindstorms, umożliwiająca naukę podstaw robotyki, dzięki udostępnieniu - oprócz wymienionej tu elektroniki - elementów do skomplikowanego programowania, czujników ruchu, światła i wyszukiwania przeszkód.